# Tadeusz Kamiński (podporucznik)
Tadeusz Kamiński ps. „Miśko” (ur. 31 stycznia 1923 w Krośniewicach) – żołnierz Armii Krajowej i Wojska Polskiego, kawaler Krzyża Srebrnego Orderu Virtuti Militari i Orderu Odrodzenia Polski.

## Życiorys
Urodził się w rodzinie Antoniego (policjanta) i Rozalii z d. Muszała.
Od 1942 w szeregach Armii Krajowej. Od stycznia 1943 działał w Warszawie w oddziałach Wojskowego Korpusu Służby Bezpieczeństwa Komendy Głównej AK. Później także w składzie oddziałów partyzanckich Okręgu Warszawskiego i Okręgu Lubelskiego w stopniu starszego sierżanta. Zaplanował i brał udział w akcji odbicia aresztowanych z aresztu śledczego w Skierniewicach (05.07.1943). Występował w roli łącznika do zadań specjalnych. W 1944 aresztowany przez Gestapo w Kutnie podczas jednej z akcji i osadzony w więzieniu w Radogoszczu, z którego został zwolniony pod koniec 1944.
Od 3 lutego do listopada 1945 w szeregach Wojska Polskiego. Został aresztowany 16 lutego przez NKWD i zmuszony do przyznania się do swojej przynależności do Armii Krajowej. W efekcie przyznania się został zwolniony z wojska 13 listopada 1945.
Ukończył studia i pracował w Generalnej Dyrekcji przedsiębiorstwa Energopol. Mianowany podporucznikiem w 1975.

## Życie prywatne
Żonaty od 1952 z Haliną z d. Kwiecień. Mieli córki: Annę (ur. 1953) i Danutę.

## Ordery i odznaczenia
- Krzyż Srebrny Orderu Virtuti Militari nr 30033 (06.09.1946)[3][1]
- Krzyż Kawalerski Orderu Odrodzenia Polski[1]
- Srebrny Krzyż Zasługi[1]
- Krzyż Walecznych[3]
- Krzyż Partyzancki[3][1]
- Krzyż Armii Krajowej[1]
- Medal Zwycięstwa i Wolności 1945[1]
- Medal „Pro Memoria”[1]